# Gulumbu Yunupingu
Pour les articles homonymes, voir Yunupingu.
Gulumbu Yunupingu, née sur l'île Inglis dans le Territoire du Nord en 1945 et morte à Nhulunbuy le 9 mai 2012, est une artiste australienne.
Elle est membre du peuple yolngu, un peuple aborigène. Jeune femme, elle aide son père, le militant Munggurrawuy Yunupingu, à s'opposer à la destruction de sites sacrés par des intérêts miniers, en lui servant d'interprète. Au début des années 1980, elle traduit pour la première fois la Bible en langue gumatj, la langue de sa communauté, avec trois autres femmes de cette communauté.
Elle s'investit avec ses deux célèbres frères cadets, l'activiste Galarrwuy et le musicien Mandawuy, pour faire mieux connaître au grand public le mode de vie yolngu, en cofondant le festival annuel garma,.
Ses peintures - dont certaines sur bois - et sculptures ont été exposées notamment au Musée d'Art contemporain à Sydney ; à l'Université nationale australienne à Canberra ; et à la Galerie nationale d'Australie. En 2004 elle obtient le prix Telstra, le plus prestigieux prix attribué aux artistes autochtones australiens,. Elle est invitée à produire une peinture sur le plafond du second étage pour l'ouverture du Musée du Quai Branly à Paris,.
Elle décède le 9 mai 2012, à l'âge d'environ 67 ans (le jour précis de sa naissance n'étant pas connu).